# 學田車站 (日本)
學田車站（日语：／ Gakuden eki */?）是由北海道旅客鐵道（JR北海道）所經營的鐵路車站，位於日本北海道富良野市。本站是地方交通線富良野線沿線的無人小站，由JR北海道旭川分社負責管轄。
本站的站名源自於附近的札幌農學校（今日的北海道大學前身）所擁有的附設實習農場。由於車站附近大都是廣闊的農地人煙稀少使用率低，學田與同是富良野線沿線的鹿討與西中等站相同，平常有部分普通列車是直接通過不停靠的。
當地亦是TBS在2010年1月11日開播的電視連續劇《W的悲劇》的拍攝場地。

## 車站構造
本站為只能容納一輛列車的側式月台、1面1線的地面車站。月台上設有小型候車室，但沒有設置洗手間。

## 車站周邊
本站坐落在為農村地帶，周圍主要是農田。
- 國道237號
- 北海道道759號奈江富良野線
- 富良野葡萄汁工場
- 富良野釀酒工場

## 歷史
- 1958年（昭和33年）3月25日 - 日本國有鐵道學田車站開始營運及處理乘客服務。
- 1987年（昭和62年）4月1日 - 國鐵分割民營化後，由JR北海道繼承業務。

## 相鄰車站
北海道旅客鐵道（JR北海道）
■富良野線
富良野（T30）－學田（F44）－鹿討（F43）

## 外部連結
- （日語）學田車站（JR北海道旭川分社）
- （日語）全驛參觀之旅（页面存档备份，存于）